# Frederik Jensen
Jesper Frederik Marius Jensen (født 25. juni 1863 i Nyborg, død 14. februar 1934 i København) var en dansk skuespiller. Han havde sin debut i Randers 1881, derefter var han ved Frederiksberg Morskabsteater (senere Betty Nansen Teatret) 1884. Derefter var han ved Nørrebros Teater fra 1892, og var direktør for samme 1911-1920 og sceneinstruktør 1920-1926. Derefter provinsturnéer og gæstespil på københavnske scener.
Blandt de film han medvirkede i, kan nævnes:
- Hesten (1931)
- Skal vi vædde en million? (1932)
- Tretten år (1932)
- 5 raske piger (1933)
- Nyhavn 17 (1933)
- Den ny husassistent (1933)